# Gerlenhofen
Gerlenhofen ist ein Ortsteil und Pfarrdorf der schwäbischen Kreisstadt Neu-Ulm im Westen von Bayern.

## Geographie
Das Pfarrdorf liegt 6 bis 7 km südlich des Stadtzentrums, auf einer Höhe von etwa 480 m ü. NN, zwischen Ludwigsfeld und der Nachbarstadt Senden (an der Iller), von der es durch die B 28 (der ehemaligen A 80) getrennt ist. Westlich der Gemeinde liegt mit dem Naturwald Auwälder der unteren Iller ein Großschutzgebiet für Auwälder.

## Geschichte und Entwicklung
Die erste urkundliche Erwähnung Gerlenhofens als Gerilehova fand bereits im Jahre 973 statt, nur 120 Jahre nach dem Ausbau des jenseits der Donau gelegenen Ulm zur Königspfalz. Der heilige Ulrich von Augsburg übernachtete hier mit seinem Gefolge, als er bei einer geschäftlichen Reise unterwegs zu seinem Amtssitz in Augsburg war (Quelle: Vita s. Udalrici, vom Augsburger Chronisten Gerhard). Gerlenhofen ist damit vom Datum der ersten urkundlichen Erwähnung her der älteste Ortsteil Neu-Ulms und einer der ältesten Orte im Landkreis.
Gerlenhofen war vermutlich bis zum 11. Jahrhundert im Besitz der Grafen von Dillingen. Dann ging es in den Besitz der Grafen von Fugger-Kirchberg. Damals gehörte der heutige Sendener Ortsteil Freudenegg noch zu Gerlenhofen, war allerdings nur ein größeres Gehöft.
Nach der Pest im Mittelalter sind in Gerlenhofen nur noch 28 Bürger nachgewiesen. Dies entsprach nur noch einem Viertel der zuvor in Gerlenhofen lebenden 101 Einwohner.
Gerlenhofen hat sich seitdem von einer ursprünglich kleinen Siedlung einiger Bauernhöfe zu einem Ort entwickelt und wächst immer noch. Seit dem 1. Juli 1972 ist Gerlenhofen im Zuge der Gemeindegebietsreform keine selbständige Gemeinde mehr und wurde ein Ortsteil von Neu-Ulm. Freudenegg kam zu Senden.

## Religion
Bis Mitte des 19. Jahrhunderts war die Bevölkerung in Gerlenhofen rein katholisch. 1857 werden zum ersten Mal evangelische Bürger erwähnt. Es gibt eine katholische Kirche und eine evangelische Kapelle, in denen regelmäßig Gottesdienste stattfinden.

## Politik
Der Ortsverband der SPD in Gerlenhofen existiert bereits seit 1947. 1965 wurde ein eigener Ortsverband der CSU gegründet.

## Kultur

### Vereine
Es finden sich zahlreiche Vereine in Gerlenhofen, darunter die Arbeiterwohlfahrt, der Fußballverein Gerlenhofen 1932 e. V., die Musikkapelle Gerlenhofen e. V., der Natur- und Umweltschutzverein GAU – Schutzgemeinschaft für den Neu-Ulmer Lebensraum e. V., Tennisverein TC Gerlenhofen 1980 e. V. und der  Förderverein der Freiwillige Feuerwehr Neu-Ulm Löschzug Gerlenhofen e. V.

### Sehenswürdigkeiten
In der Liste der Baudenkmäler in Neu-Ulm sind für Gerlenhofen zwei Baudenkmale aufgeführt.
- Die der katholischen Kirchenstiftung gehörende Kapelle „St. Wolfgang“ wird von den evangelischen Christen für Gottesdienste genutzt.
- Katholische Kirche „Maria, Königin des Himmels und der Erde“.
- Brunnen am ehemaligen Dorfplatz
- Denkmalgeschütztes Bahnhofsgebäude
- Naturschutzprojekt Plessenteich
- Geschützter Landschaftsbestandteil „Illerschleife nördlich von Gerlenhofen“[4]

### Bildung
Gerlenhofen verfügt über eine Grundschule und einen Kindergarten.

## Wirtschaft und Infrastruktur

### Verkehr

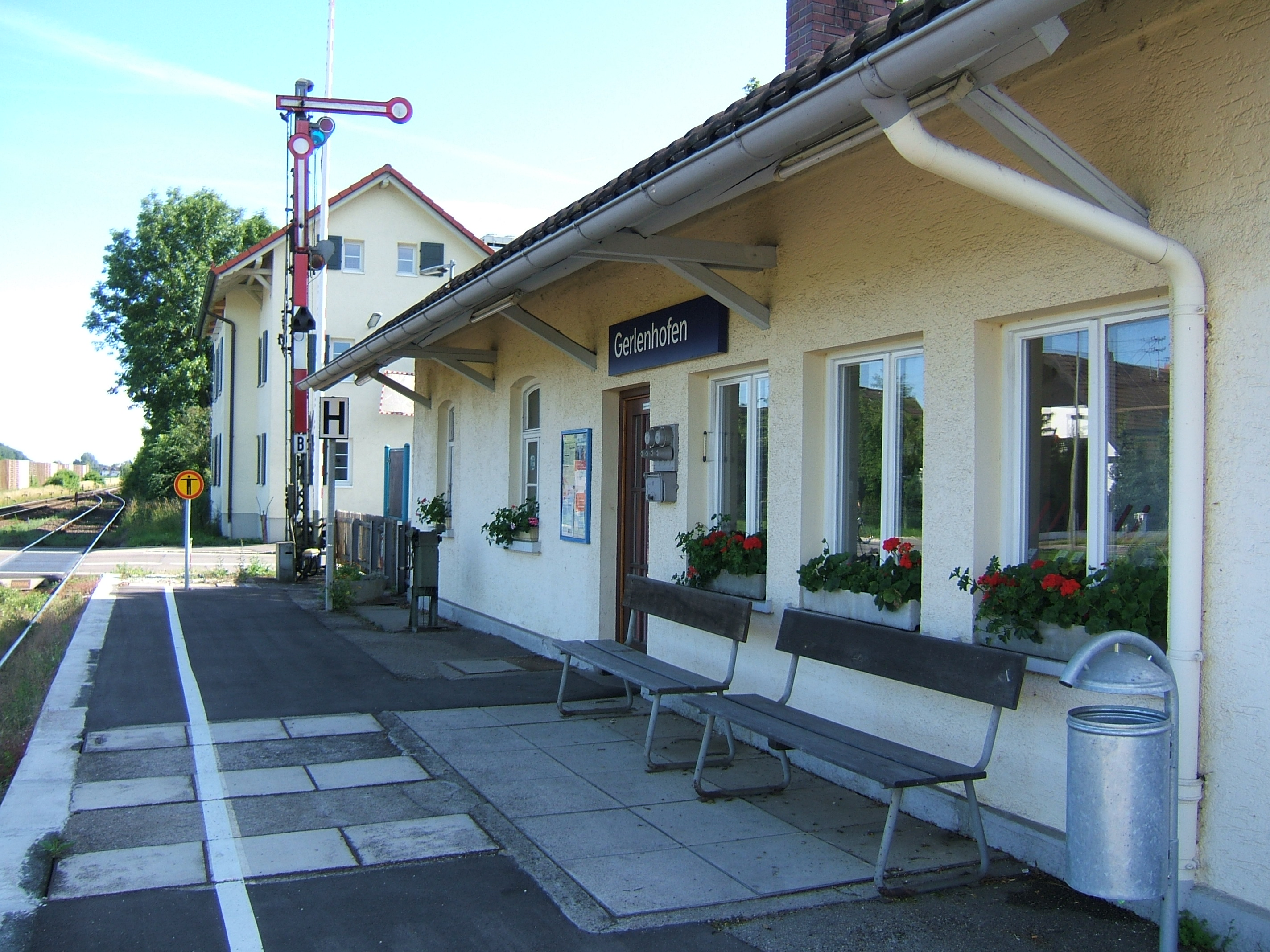
Bahnhof Gerlenhofen

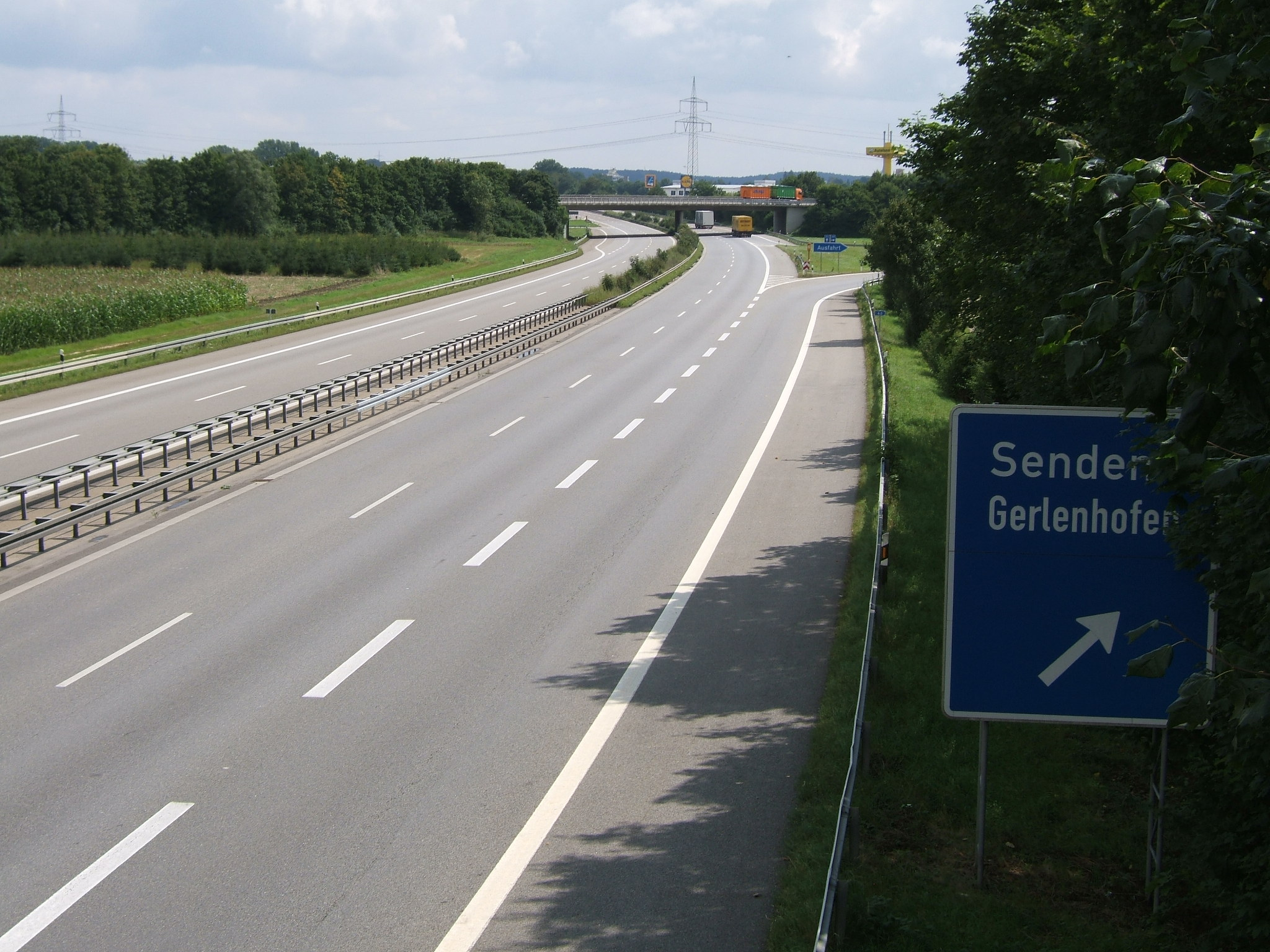
Blick auf die B 28,
Ausfahrt Gerlenhofen

Gerlenhofen besitzt einen eigenen zweigleisigen Bahnhof an der Illertalbahn, der zweistündlich von der Linie RS 7 der Regio-S-Bahn Donau-Iller zwischen Ulm und Memmingen bedient wird. Das Empfangsgebäude ist denkmalgeschützt. Eine von den SWU angekündigte werktägliche Bedienung im Stundentakt ab Dezember 2013 wurde nicht verwirklicht. Im Rahmen der Ausbaus- und Verbesserungsmaßnahmen des Projektes S-Bahn Donau-Iller soll der Bahnhof Gerlenhofen in einigen Jahren weiter nach Süden in die Ortsmitte verlegt und danach häufiger von Zügen angefahren werden.
Anbindung an die Verkehrsnetze:
- Bahnstrecke Neu-Ulm–Kempten
- unmittelbare Lage an den Autobahnen A 7 und A 8 (beide über B 28)
- vier Bushaltestellen, die wochentags halbstündlich und wochenends stündlich ganztägig einschließlich dreier Nachtverbindungen von Bussen in Richtung Ulm und Senden angefahren werden[6]
- Donau (schiffbar ab Ulm) und Iller (Boote), Donauradweg

### Größere Unternehmen
- CSM Ingredients Werk Gerlenhofen (früher BakeMark)